# Cupido (serie animata)
Cupido è una serie televisiva a cartoni animati francese prodotta dalla Antenne 2 e C&D.

## Trama
A Couleurville, Vittorio e Sofia stanno facendo tutto il possibile per diffondere l'amore tra i bianchi, blu, rosso e giallo. Essi sono assistiti in questo compito da Cupido, un piccolo angelo venuto dal pianeta Évole.

## Personaggi
- Cupido - Veronica Pivetti
- Sofia - Dania Cericola
- Vittorio - Ivo De Palma

## Episodi
1. Jeu de vilains
2. De la nourriture pour les animaux
3. Le Fruit défendu
4. Le Jour de la boxe
5. Le Doux Parfum de l'amour
6. Le meilleur étudiant de l'année
7. Des gâteaux, des gâteaux
8. Perdu et retrouvé
9. L'Espion à quatre pattes
10. Le Plus Grand Gâteau du monde
11. Le Prince et les Amoureux
12. La Journée de l'amour
13. La Fontaine de la haine
14. Cupidette
15. Le Nouvel Assistant du prince
16. Le Fantôme du château
17. Ils ont capturé Sophie
18. Le prince a disparu
19. Les Enfants multicolores
20. Piège de l'amour
21. Professeur Gâteau
22. L'Homme-oiseau de Couleurville
23. La Maison rouge-bleu
24. Sophie la voleuse